# Pere Gil Estalella
Pere Gil Estalella (Reus, 1550 o 17 de gener de 1551 - Barcelona, 15 de setembre de 1622) fou un religiós jesuïta català. Completà els estudis a Gandia, on es doctorà, i molt aviat va ser destinat al Col·legi de Cordelles, on va explicar teologia durant vint anys. Va ser tres vegades rector (entre 1594 i 1597, entre 1603 i 1607, i finalment entre 1616 i 1619) del Col·legi de Betlem, a Barcelona, i rector de Monti-Sion a Mallorca. Va ser provincial jesuïta d'Aragó. Va ser també qualificador de la Inquisició (amb una notable defensa de les suposades bruixes).

## Biografia
Pere Gil, entre 1598 i 1602, va redactar en quatre llibres, la "Història Cathalana", el primer dels quals, constitueix la primera geografia de Catalunya que es va escriure. El seu títol: Llibre primer de la història catalana en lo qual se tracta d'història o descripció natural, ço és, de coses naturals de Catalunya, escrita el 1600 i inèdita fins al 1949, transcrita i editada pel geògraf i historiador Josep Iglésies, on inclou també una síntesi biogràfica de l'autor. Aquesta geografia s'estructura en diversos temes tal com descriu l'historiador de la cultura reusenca Joaquim Santasusagna: geografia física, geografia humana, geografia econòmica i els senyals del cel, els efectes naturals i les calamitats humanes. Descriu les riqueses naturals, les divisions comarcals, eclesiàstiques i civils, les muntanyes, els rius, les fonts, les mines i les indústries. La Geografia de Pere Gil és una mostra paradigmàtica de la historiografia renaixentista, cultivada en català per Pere Antoni Beuter, Martí de Viciana, Antoni Viladamor, Joan Binimelis. En el manuscrit també hi trobem les següents obres: Indice de las vidas dels S.ts de Cathalunya, Sants de Cathalunya que no son canonitzats, Indice delas vidas dels S.ts de altres Provincias de España fora del Principat de Cathalunya, Vidas dels S.ts de Cathaluña: que foren naturals, o visqueren, o moriren en ella: o las reliquías principals dels quals se troban en Cathaluña extensament referidas i finalment S.ts de España. El manuscrit original es pot consultar a la Biblioteca Pública Episcopal (BPEB) del Seminari Conciliar de Barcelona.
El segon llibre de la «Història Cathalana» porta per títol Història moral de Cathalunya : Libre segon de la Història cathalana i també fou escrit el 1600. Un fragment de l'incipit és el següent: "(...) Arrimar esta nostra història ab la dels summos pontifices y fer menció dels papas /que llavors\ governàvan /a\ que d'esta manera proceesca esta història ab més claredad, y participe de més llustre, certitud y veritat. Supposada, /donchs\, la dita certitud de la història sagrada y de la història escleiàstica pontificial, y supposada esta breu summa dels anys que ha és criat lo món y de las edats d'ell, segueyx-se que, començant en particular de referir las cosas d'Espanya y Cathalunya, tractem /en lo capítol següent\ dels primers habitadors d'ella." (foli 4 recto). Com amb el Geografia, el manuscrit original també es pot consultar a la Biblioteca Pública Episcopal (BPEB). Rodolfo Galdeano ha redactat recentment la seva tesi doctoral centrant-se en l'obra de Pere Gil i en concret sobre el llibre segon, «La historia moral de Catalunya», tesi posteriorment editada per l'Institut d'Estudis Catalans.
La resta dels llibres, però, segueixen inèdits i un, el tercer, dedicat a la Història eclesiàstica, avui es troba desaparegut.

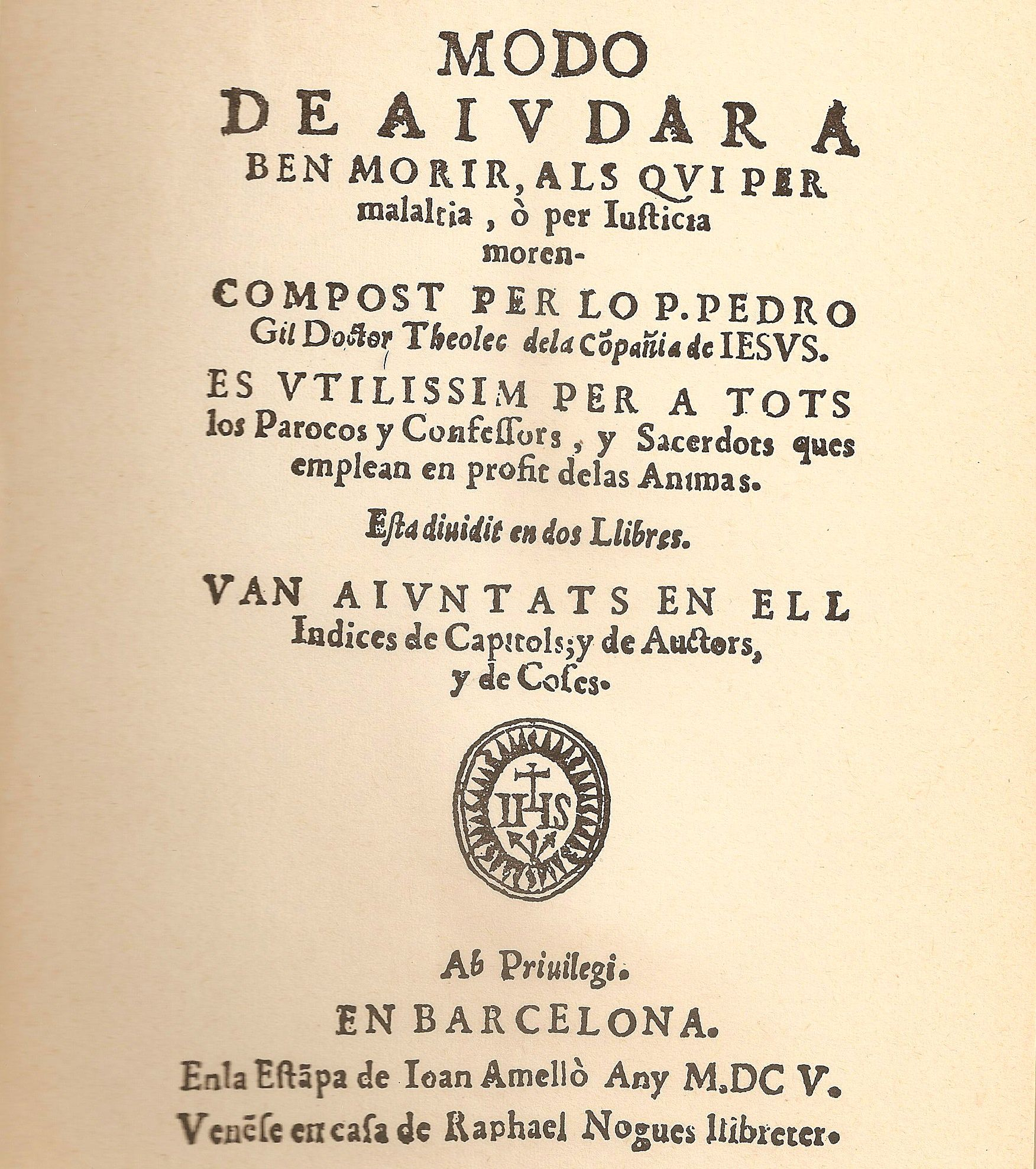
Modo de aivdar a ben morir

Va escriure Modo d'ajudar a ben morir als qui per malaltia o per justícia moren (Barcelona: Joan Amelló, 1605), primer llibre signat d'autor reusenc, Memorials dels manaments i avisos al parrocos i confessors (1598), atribuït al bisbe Joan Dimas Loris (1576-1598), però en realitat de pere Gil; Sobre els tributs i llur dret en el Principat de Catalunya, inèdita i publicada en llatí com De vectigalibus et eorum jure in Principatu Cathaloniae; i Vida de la madre Estefania de la Concepción, carmelita descalza. Va traduir del llatí al català l'obra La imitació de Crist (S. Matheuat, 1621), de Tomàs de Kempis (Contemptus mundi). Va deixar sense publicar les "Vides dels sants de Cathaluña que foren naturals o visqueren o moriren en ella", i "Vides dels Sants d'altres províncies d'España fora del Principat de Cathalunya" tot i que com hem vist, els manuscrits originals es troben relligats juntament amb la "Geografia". El jesuïta Philippe Alegambe, autor d'una Bibliotheca Scriptorum Societatis Iesu, (Anvers, 1643), esmenta dos títols més de Pere Gil: "Officium Sanctorum Episcopatus Barcinonensis et Urgellensis" i "De vectigalibus et aerum jure in Catalonia Principatus", dels quals no se'n tenen notícies posteriors.
La ciutat de Reus li va dedicar un carrer.

## Localització de les obres
A continuació es fa una relació dels manuscrits i de les obres, la biblioteca on es poden consultar, i la signatura.
- Libre primer de la historia Cathalana en lo qual se tracta de Historia o descripció natural, ço es de cosas naturals de Cathaluña, BPEB, Manuscrit 235
- Història moral de Cathalunya : Libre segon de la Història cathalana, BPEB, Manuscrit 112